# Garndolbenmaen
Garndolbenmaen (engelska: Garn) är en ort i Storbritannien.   Den ligger i kommunen Gwynedd och riksdelen Wales, i den sydvästra delen av landet, 300 km nordväst om huvudstaden London. Garndolbenmaen ligger 138 meter över havet och antalet invånare är 101.
Terrängen runt Garndolbenmaen är kuperad åt nordost, men åt sydväst är den platt. Runt Garndolbenmaen är det ganska glesbefolkat, med 45 invånare per kvadratkilometer. Närmaste större samhälle är Caernarfon, 18,7 km norr om Garndolbenmaen. Trakten runt Garndolbenmaen består i huvudsak av gräsmarker.